# Lorenzo Tedeschi
Lorenzo Tedeschi (Sulmona, 24 settembre 1968) è un ex pallavolista italiano, di ruolo schiacciatore.

## Carriera
Iniziò la sua carriera nel Galileo Giovolley di Reggio Emilia, restandovi complessivamente per 6 anni e passando dalla Serie D alla Serie A1. Dopo una parentesi in Serie B1 si accasò al Volley Forlì, disputando con la maglia della formazione romagnola quattro campionati di Serie A2.
Gli ultimi anni del II millennio lo vedono giocare a Salerno, Latina e Parma, prima di essere acquistato nel 1999 dal Volley Milano. Nel capoluogo lombardo restò tre campionati, disputando anche una finale scudetto, prima di passare a Gioia del Colle, e vincere con la squadra pugliese la Serie A2 del 2002-2003.
Dal 2003 al 2005 militò nella Trentino Volley, vincendo la regular season anche grazie alla presenza in squadra di campioni del calibro di Paolo Tofoli, Andrea Sartoretti e Lorenzo Bernardi. Il ritorno a Gioia del Colle nel 2005 gli permise di vivere la sua ultima stagione. Da allora disputa i campionati di Serie B1, ottenendo diverse volte la promozione.

## Palmarès
- 1 campionato di Serie A2: 2002-03

promozione in serie A1 nell'89/90 con la Transcoop stc Reggio emilia
promozione in serie A1 nel 98/99 con la Cariparma Parma
promozione in serie A1 nel 99/00 con l'Asystel Milano
Campione del Mondo militare a San Diego nel 1993.